# Huỳnh Thành Hiệp
Huỳnh Thành Hiệp (sinh 1951) là một cựu chính khách Việt Nam. Ông nguyên là Phó bí thư Tỉnh ủy, Chủ tịch Ủy ban nhân dân tỉnh Sóc Trăng, Việt Nam nhiệm kỳ 2007-2011.

## Tiểu sử
Huỳnh Thành Hiệp sinh năm 1951 tại tỉnh Hậu Giang, Việt Nam. Quê gốc của ông ở xã Hồ Đắc Kiện, huyện Mỹ Tú, tỉnh Sóc Trăng. Ông có bằng Đại học chuyên ngành Chính trị. Ông gia nhập Đảng Cộng sản Việt Nam vào ngày 5 tháng 04 năm 1972 (ngày chính thức: 5 tháng 4 năm 1973).